# 地震保険
地震保険（じしんほけん）は、損害保険の一種で地震・噴火・津波による災害で発生した損失を補償する保険。
政府（財務省が所管）が民間損害保険会社に再保険を提供する保険で世界的にも珍しく1966年6月1日に発売された。民間の損害保険会社は地震保険を火災保険にセットして販売する。地震保険は単独では加入できない。また火災共済などの商品にはセットできない。地震・噴火・津波による被害規模が大きくなることから、たとえ国が再保険を引き受けることが可能でも限度があり、地震保険の保険金額は、火災保険の保険金額の30%から50%の範囲内で加入することができる。
なお、近年、単独で加入できる地震補償保険という名称の保険商品もあるが、民間保険会社の独自設計のものであり、地震保険に関する法律の対象外であるため、これを地震保険と呼ぶのは厳密には誤りである。
この項目では特に断りのない限り、財務省所管の「地震保険に関する法律」で定められた固有名詞としての「地震保険」について記述する。

## 歴史
火災保険約款では、通常地震・噴火・津波によって生じた火災による損害を免責事由としているため、1923年（大正12年）9月1日の関東大震災や1964年（昭和39年）6月16日の新潟地震の場合などで、火災保険は罹災者救済策として役立たなかった。そこで地震保険の創設に対する社会的要望が高まり、新潟地震から2年後、1966年（昭和41年）5月18日に「地震保険に関する法律」の公布・施行を受けて、国が再保険を引き受ける形で国と民間の損害保険会社が共同で運営する制度として誕生した。
1964年（昭和39年）の新潟地震がきっかけとなり、当時の大蔵大臣田中角栄のリーダーシップにより1923年（大正12年）の関東大震災以後でも実現できなかった災害保険である地震保険の創設となった。国会の衆議院大蔵委員会の答弁で田中角栄は、「地震保険、災害保険、根本的にはやはり考えなければならない段階であろう」、「大きな都市、東京とか大阪とか、こういう都市の住民のためにも災害保険、地震保険は何らかのことで考えなければいかぬ、具体化さなければいかぬだろうというふうな考え方に立っております」との地震大国日本の将来を見通していた。1995年（平成7年）の阪神・淡路大震災では地震保険が十分に普及しておらず多くの被災者の生活に影響を及ぼした。しかし、阪神・淡路大震災を契機に普及が進み2011年（平成23年）の東日本大震災では地震保険の保険金が多くの被災者の生活に役立った。地震保険が誕生していなかったならば国民の多くが地震災害により大きな損害を受けていたことになる。
1995年（平成7年）の阪神・淡路大震災以降加入の動きが広まった。また、2007年（平成19年）1月より地震保険料控除制度がスタートした。
損害保険料率算出機構によれば2012年（平成24年）度の火災保険新規契約者のうち地震保険にも加入した割合（付帯率）は56.5%と過去最高を記録した。

## 保険の内容
地震保険は、被災者の生活の安定を目的とする保険であるため、保険の対象は住宅及び生活用動産に限られ、保険事故は地震･噴火またはこれらによる津波を原因とする火災・損壊・埋没・流出による全損・半損・一部損である。なお、マンションの共用部分も対象となる。
この保険は、独立の保険ではなく、火災保険（住宅総合保険、店舗総合保険など）の契約に付帯する形（オプション）になっている。但し付帯を原則とするため、付帯を希望しないときには確認欄への押印が必要である。地震損害の巨大性に対処するため、政府が再保険することとなっており、保険金の支払いの確実を担保している。火災保険（主契約）の保険金額の30〜50%に相当する範囲内で保険金額を設定することになるが、建物5,000万円、家財1,000万円が上限となっている。
火災が地震を原因にして発生したか否かの線引きや、契約の分かりにくさが裁判に発展することがある。その典型的な例が、1993年（平成5年）に発生した北海道南西沖地震である。この地震では火災や津波で多くの家が被災したが、住宅購入時に金融機関で住宅ローンを組む際に加入した火災保険を保険会社に請求しようとした際、地震による被害を理由に支払いを拒否された。理由は契約書の「地震保険に入らない」という項目に印鑑が押されていたためだが、実際には住宅ローンを組む際、地震保険の話自体がなかったという。さらに、警察や消防から火災原因が不明と発表され、火災保険と地震保険のどちらが適用されるか分からない状態だった。そのため、被災者は保険会社に契約の瑕疵と原因不明を理由に保険金支払いを求める訴訟を起こした。裁判では当時の状況から火災原因が地震によるものとする判断だけがなされる形になり、2005年（平成17年）まで最高裁判所で争われたものの、原告側敗訴が確定した。
一方、阪神・淡路大震災では、最初の揺れから半日たった夕方に発生した火災をもとに火災保険を受け取ろうとした被災者が、地震保険が未加入であることを理由に断られ、保険会社を相手取って訴訟を起こした。2003年（平成15年）まで最高裁判所まで争われたが、こちらも被災者の敗訴に終わった。
地震保険は、建物の時価額の30〜50%を限度として補償する保険であるため、地震保険だけでは住宅を再建するための費用（再調達価額）に対して保険金が不足することもありうる。
1回の地震における保険金の総支払限度額が定められており（2021年（令和3年）4月1日時点では12兆円）、1回の地震等による地震保険の支払保険金の総額が総支払限度額を超える場合、支払われる保険金は、削減されることがある。総支払限度額は、関東大震災級の地震が発生した場合でも、支払保険金の総額を超えることがない水準とされている。また、損害保険会社の経営が破綻した場合に契約者保護を行う「損害保険契約者保護機構」でも、地震保険は100%補償されることになっている。
保険金は、地震等を直接または間接の原因とする火災､損壊､埋没､流失によって、保険の対象に生じた損害の程度が「全損」「大半損」「小半損」「一部損」に該当する場合に支払われる。したがって、損害の程度が「一部損」に至らない場合は、保険金は支払われない。地震等を直接または間接の原因とする地すべりその他の災害による現実かつ急迫した危険が生じたため、建物全体が居住不能に至った場合は、これを建物の「全損」とみなして、保険金が支払われる。

## 保険料
地震保険は、自動車損害賠償責任保険と同様、基準料率制度を採用している。保険会社各社は、損害保険料率算出機構が算出し、金融庁が認可した地震保険基準料率を、そのまま適用する仕組みとなっている。地震保険料率も、通常の保険料率と同じく、保険事故に対する保険金支払に充当する純保険料率と付加保険料率からなるが、地震保険料率の付加保険料率には、保険会社の利潤は含まれていない（保険会社の社費と代理店手数料は含まれる）。
地震保険の保険料率は、保険の対象である建物または保険の対象を収容する建物の構造（構造区分）および所在地（都道府県）により異なる。なお、地震保険では、建物と家財で同一の保険料率が適用される。構造区分は、地震の揺れによる損壊や火災による焼損などの危険を勘案し、主契約の火災保険の構造級別により「イ構造」（火災保険の構造級別が「Ｍ構造」「Ｔ構造」（住宅物件）または「1級」「2級」（一般物件））と「ロ構造」（火災保険の構造級別が「Ｈ構造」（住宅物件）または「3級」（一般物件））の２つに区分されている。また、地震保険には、建物の免震・耐震性能に応じた割引制度が用意されている（免震建築物割引：50％、耐震等級割引・耐震等級1：10％・耐震等級2：30％・耐震等級3：50％、耐震診断割引：10％、建築年割引：10％。併用は不可）。
地震保険創設時には地震の発生状況や頻度、活断層など当時のデータで算出した地震の発生確率によって47都道府県を4つの段階に区分し、基準料率を定めていた。しかし、その後の地震の発生や活断層の調査結果などを考慮して、2006年にはそれが改正された。また加入促進のため、地震保険料の所得控除の制度が2007年（平成19年）度より導入される。
2006年（平成18年）12月、大手損保各社において保険料を契約者等から取り過ぎていた問題が大量発覚した。当初は火災保険のみの問題と見られていたが、その後の調査により、火災保険とセット販売されていた地震保険についても保険料の取り過ぎ行為があったことが判明している。
詳しくは、保険料過徴収問題または火災保険の項目を参照。

## 日本以外の地震保険
アメリカカリフォルニア州、ニュージーランド、トルコ、台湾、アイスランドには日本と同様に国や州政府が関与する公的な地震保険制度が存在する。このうち台湾などでは火災保険に強制付帯させる制度となっている。メキシコの地震保険は民間保険会社が運営している。